# Введенская сторона
«Введе́нская сторона́» — российский журнал об искусстве для школьников, учителей и родителей. Издаётся с декабря 1998 года. Выходит четыре раза в год. Учредитель журнала — АНО «Введенская сторона».

## Специализация и тематика
Журнал «Введенская сторона» посвящён мировой культуре, юношескому творчеству, выявлению и поддержке молодых дарований, нравственному и духовному воспитанию, формированию культуры молодёжи, профессиональному обучению.

## История журнала
История журнала началась в 1998 году в детской школе-студии Николая Локотькова в городе Старая Русса. Первый номер был задуман исключительно как творческий эксперимент учеников студии: ребята придумали концепцию журнала, названия рубрик, дизайн обложки. Собрали детские рисунки, стихи, рассказы. Напечатали 50 экземпляров на домашнем принтере. Местная типография любезно сброшюровала издание.
Первый номер мог бы так и остаться единственным, если бы не одно обстоятельство. Один из экземпляров «Введенской стороны» был увезён в Москву Людмилой Сараскиной, известным литературоведом и писателем, и был передан в руки А. И. Солженицына. Вскоре студия с изумлением получила письмо от писателя, его рассказ «Колокол Углича» с автографом и предложением напечатать в журнале. Это письмо вдохновило Николая Михайловича и его учеников на выпуск второго номера журнала. Позже эти два выпуска позволили издательству выиграть грант, приобрести необходимое оборудование и выпустить четыре номера уже в типографии тиражом 999 экземпляров каждый.
В 2002 году журнал зарегистрировали в Министерстве по делам печати.
В 2007 году издатели получили грант Президента РФ в области искусства и культуры на создание интернет-версии журнала «Введенская сторона».

## Политика журнала
Журнал посвящён мировой культуре, юношескому творчеству, выявлению и поддержке молодых дарований, нравственному и духовному воспитанию, формированию культуры молодёжи, профессиональному обучению. 
Журнал предоставляет свои страницы молодым авторам и открыт для всех.

## Основные рубрики

### Мастерская
Раздел посвящён различным видам и технологиям изобразительного и декоративно-прикладного искусства.

### Педсоветы
В практике каждого учителя есть интересные методические находки, которые могут пригодиться другим педагогам. В этой рубрике представители различных школ делятся собственным опытом.

### Шедевр номера
В этой рубрике публикуются избранные работы юных художников.

### Поэтическая палитра
Поэтические произведения молодых авторов.

### Белый квадрат
Акростих, палиндром и другие — Иван Чудасов рассказывает о различных литературных формах.

## Премии
- 2009 год — Премия имени академика Д. С. Лихачёва (фонда Д. С. Лихачёва) «За выдающийся вклад в сохранение культурно-исторического наследия России»
- 2009 год — Премия Правительства Российской Федерации в области печатных СМИ «За вклад в сохранение и популяризацию культурного наследия страны, воспитание и просвещение молодёжи».
- 2009 год — Лауреат конкурса проектов «Культурные инициативы и журналистика», проводимого АНО «Единство журналистики и культуры» совместно с газетой «Культура» и при поддержке Фонда Форда.

## Высказывания об издании
Мне кажется, это единственный в своем роде журнал такого качества и наполнения. Не случайно около 40 регионов страны его выписывают, читают и разделяют заслуженную любовь к нему. Поначалу журнал даже удивлял меня какой-то своей «столичностью». А потом я понял, что «столичность» — вовсе не марка качества, а «провинциальность» — не свидетельство ущербности. Наоборот: та любовь детей и взрослых, которой окружен этот проект в районном городе, обеспечивает ему высокий уровень. А с чего началось? Нашелся человек — учитель Николай Локотьков — ставший журналистом и издателем, который загорелся идеей и зажег остальных. Придумал замечательную форму приобщения детей к искусству, духовного воспитания, в чём сегодня так нуждается наша школа, да и все наше сухое, слишком рациональное образование. Ведь журнал во многом творится самими детьми — талантливыми, теми, чья душа тянется к красоте. Выясняется, что у нас по-прежнему все держится на энтузиазме! Большие литературно-художественные журналы пребывают в полумертвом состоянии, А вот старорусский энтузиаст, «зажигатель» Локотьков сумел создать и сохранить журнал.— Даниил Гранин. Журнал «Русский меценат»